# Helmut Marko
Helmut Marko,  avstrijski dirkač Formule 1, * 27. april 1943, Gradec, Avstrija.
Debitiral je v sezoni 1971, ko je nastopil na petih dirkah in kot najboljši rezultat sezone dosegel enajsto mesto na domači dirki za Veliko nagrado Avstrije. Leta 1971 je zmagal tudi na dirki 24 ur Le Mansa z Gijsom van Lennepom. V sezoni 1972 je na petih dirkah kot najboljši rezultat kariere dosegel osmo mesto na dirki za Veliko nagrado Monaka, kasneje pa ni več dirkal v Formuli 1.

## Popolni rezultati Formule 1
(legenda) (odebeljene dirke pomenijo najboljši štartni položaj, poševne pa najhitrejši krog, †-uvrščen kljub odstopu)
| Leto | Moštvo               | Šasija      | Motor       | 1      | 2      | 3   | 4     | 5      | 6       | 7       | 8      | 9       | 10     | 11     | 12  | Prv | Toč |
| ---- | -------------------- | ----------- | ----------- | ------ | ------ | --- | ----- | ------ | ------- | ------- | ------ | ------- | ------ | ------ | --- | --- | --- |
| 1971 | Ecurie Bonnier       | McLaren M7C | Cosworth V8 | JAR    | ŠPA    | MON | NIZ   | FRA    | VB      | NEM DNS |        |         |        |        |     | -   | 0   |
| 1971 | Yardley-BRM          | BRM P153    | BRM V12     |        |        |     |       |        |         |         | AVT 11 | ITA Ret | KAN 12 |        |     | -   | 0   |
| 1971 | Yardley-BRM          | BRM P160    | BRM V12     |        |        |     |       |        |         |         |        |         |        | ZDA 13 |     | -   | 0   |
| 1972 | Austria-Marlboro BRM | BRM P153    | BRM V12     | ARG 10 | JAR 14 | ŠPA |       |        |         |         |        |         |        |        |     | -   | 0   |
| 1972 | Austria-Marlboro BRM | BRM P153B   | BRM V12     |        |        |     | MON 8 | BEL 10 |         |         |        |         |        |        |     | -   | 0   |
| 1972 | Austria-Marlboro BRM | BRM P160B   | BRM V12     |        |        |     |       |        | FRA Ret | VB      | NEM    | AVT     | ITA    | KAN    | ZDA | -   | 0   |